# Matthias Wissmann

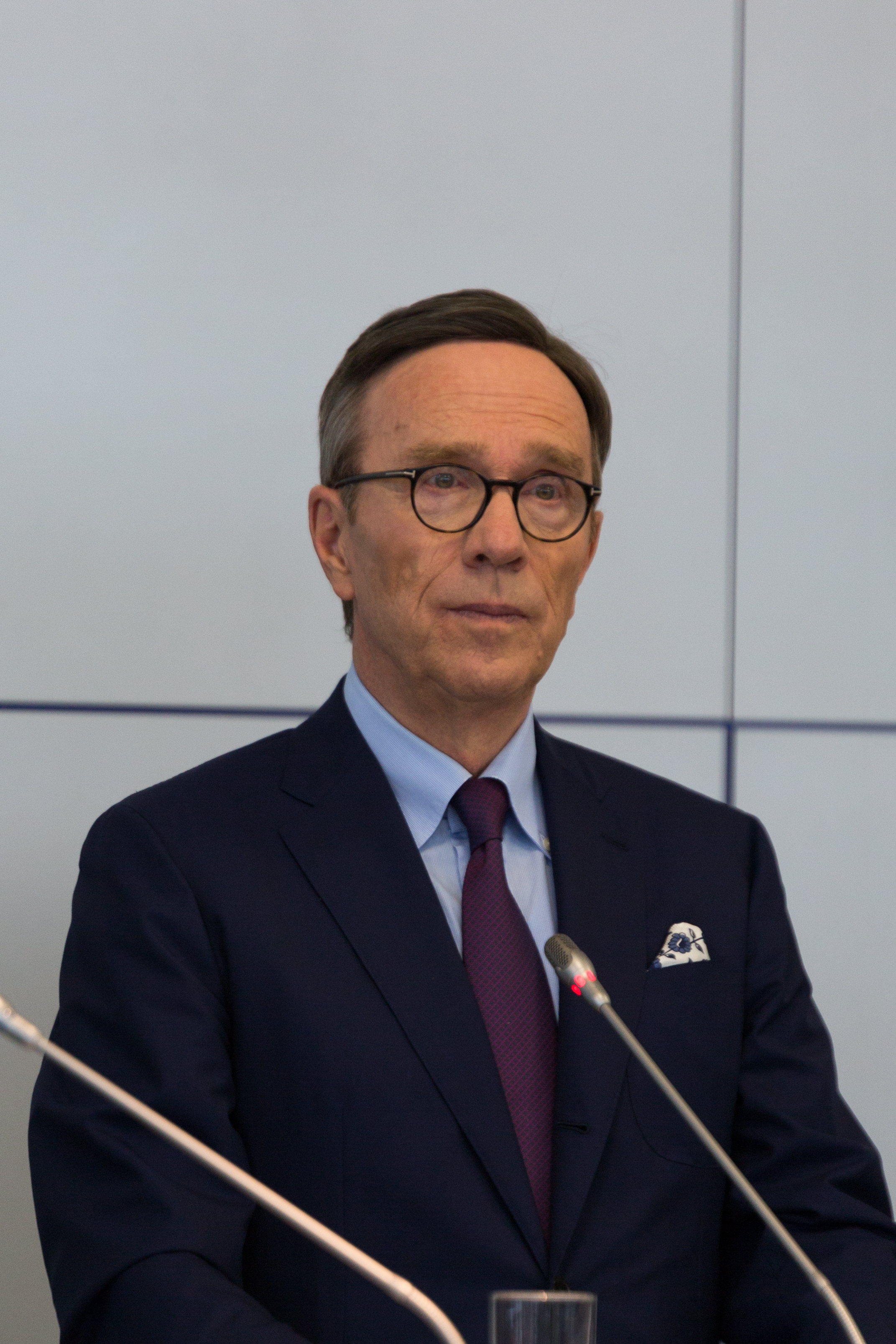
Matthias Wissmann

Matthias Wissmann (* 15. April 1949 in Ludwigsburg) ist ein ehemaliger deutscher Lobbyist und Politiker (CDU). Er war 1993 Bundesminister für Forschung und Technologie und von 1993 bis 1998 Bundesminister für Verkehr. Seit 1999 ist er Partner der internationalen Anwaltskanzlei WilmerHale. Von 2007 bis 2018 war Wissmann Präsident des Verbands der Automobilindustrie (VDA) und von Oktober 2016 bis Februar 2019 außerdem Präsident der Organisation Internationale des Constructeurs d’Automobiles (OICA). Aktuell ist er Mitglied der europäischen Gruppe der Trilateralen Kommission. Seit Oktober 2018 ist er zudem Senior-Berater der deutsch-französischen Privatbank Oddo BHF.

## Ausbildung und Beruf
Nach dem Abitur 1968 am Friedrich-Schiller-Gymnasium in Ludwigsburg absolvierte Matthias Wissmann ein Studium der Rechtswissenschaft, Volkswirtschaftslehre und Politikwissenschaft an den Universitäten Tübingen und Bonn, welches er 1974 mit dem ersten und 1978 mit dem zweiten juristischen Staatsexamen beendete. Anschließend war er als Rechtsanwalt in einer Sozietät in Ludwigsburg tätig. 

## Partei
Seit 1968 ist Wissmann Mitglied der CDU. Hier hatte er sich schon ab 1965 in der Jungen Union engagiert, deren Bundesvorsitzender er von 1973 bis 1983 war. Von 1975 bis Mai 2007 war er Mitglied im CDU-Bundesvorstand. Von 1976 bis 1982 war er daneben Präsident der Europäischen Union Junger Christlicher Demokraten (EUJCD). Von 1985 bis 2001 war er Vorsitzender der CDU Nordwürttemberg und Mitglied des Präsidiums der CDU Baden-Württemberg. Von Oktober 1991 bis Mai 2007 war er Stellvertretender Landesvorsitzender der CDU Baden-Württemberg. Von 1998 bis 2000 war er Bundesschatzmeister der CDU. Er wird dem Andenpakt zugerechnet.

## Abgeordneter

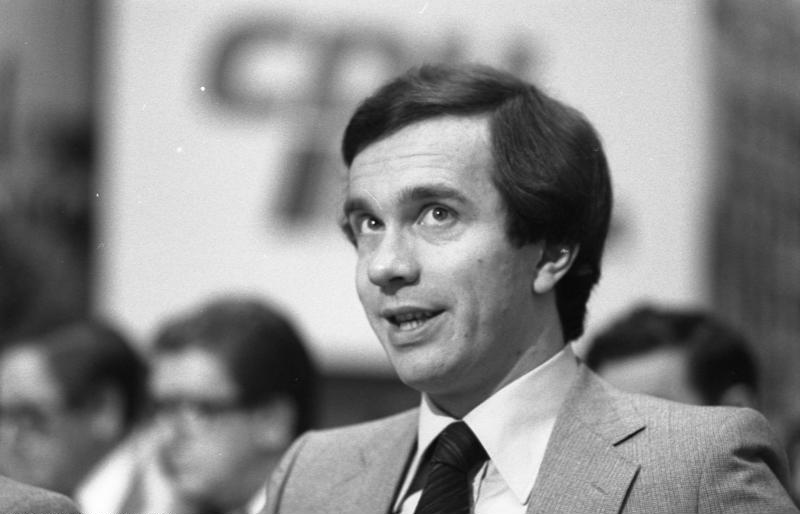
Wissmann, 1978

Er war von 1976 bis zur Niederlegung seines Mandates am 31. Mai 2007 Mitglied des Deutschen Bundestages. Dort war er von 1981 bis 1983 Vorsitzender der Enquête-Kommission Jugendprotest im demokratischen Staat und von 1983 bis 1993 wirtschaftspolitischer Sprecher der CDU/CSU-Bundestagsfraktion. Von November 1998 bis Oktober 2002 war Wissmann Vorsitzender des Ausschusses für Wirtschaft und Technologie und von November 2002 bis Ende Mai 2007 Vorsitzender des Ausschusses für die Angelegenheiten der Europäischen Union.
Wissmann zog stets als direkt gewählter Abgeordneter des Wahlkreises Ludwigsburg in den Bundestag ein. Bei der Bundestagswahl 2005 erreichte er hier 46,3 % der Erststimmen. Nach seinem Mandatsverzicht gab es keinen Nachrücker, da in Baden-Württemberg drei von der CDU erreichte Überhangmandate nicht neu besetzt werden durften.

## Öffentliche Ämter
Anlässlich einer Kabinettsumbildung wurde er am 21. Januar 1993 als Bundesminister für Forschung und Technologie in die von Bundeskanzler Helmut Kohl geführte Bundesregierung berufen. Nach dem Rücktritt von Günther Krause wurde ihm dann aber schon am 13. Mai 1993 das Amt des Bundesministers für Verkehr übertragen. Nach der Bundestagswahl 1998 schied er am 26. Oktober 1998 aus der Bundesregierung aus.
1997 wurde bekannt, dass Wissmann als damaliger Bundesverkehrsminister mehrmals die Flugbereitschaft des Bundesministeriums der Verteidigung für offensichtlich private Zwecke genutzt hatte. Bei den Ausflügen zu angeblich wichtigen Tagungen in der Schweiz und in Italien hatte er seine Golfausrüstung im Gepäck.
In seine Amtszeit als Bundesverkehrsminister fielen unter anderem die Bahnreform sowie die Modernisierung bzw. der Neubau von Verkehrswegen in Ostdeutschland und weiter die Planung des neuen Flughafens Berlin Brandenburg. 1993 trat Wissmann als Verfechter des Transrapid hervor. 1997 beurteilte Wissmann die Realisierung der Magnetschwebebahn, die auf der Strecke Berlin–Hamburg verkehren sollte, weniger optimistisch und wandte sich gegen einen „Transrapid um jeden Preis“. Im selben Jahr stellte Wissmann vor dem Hintergrund vorgeblich leerer Staatskassen Pläne für den Bau, Betrieb und die Finanzierung wichtiger Straßenprojekte durch Privatinvestoren in Form von Öffentlich-privaten Partnerschaften vor.
Als Verkehrsminister legte er 1994 den Grundstein für die Privatisierung der Tank & Rast.

## Wechsel in die Wirtschaft

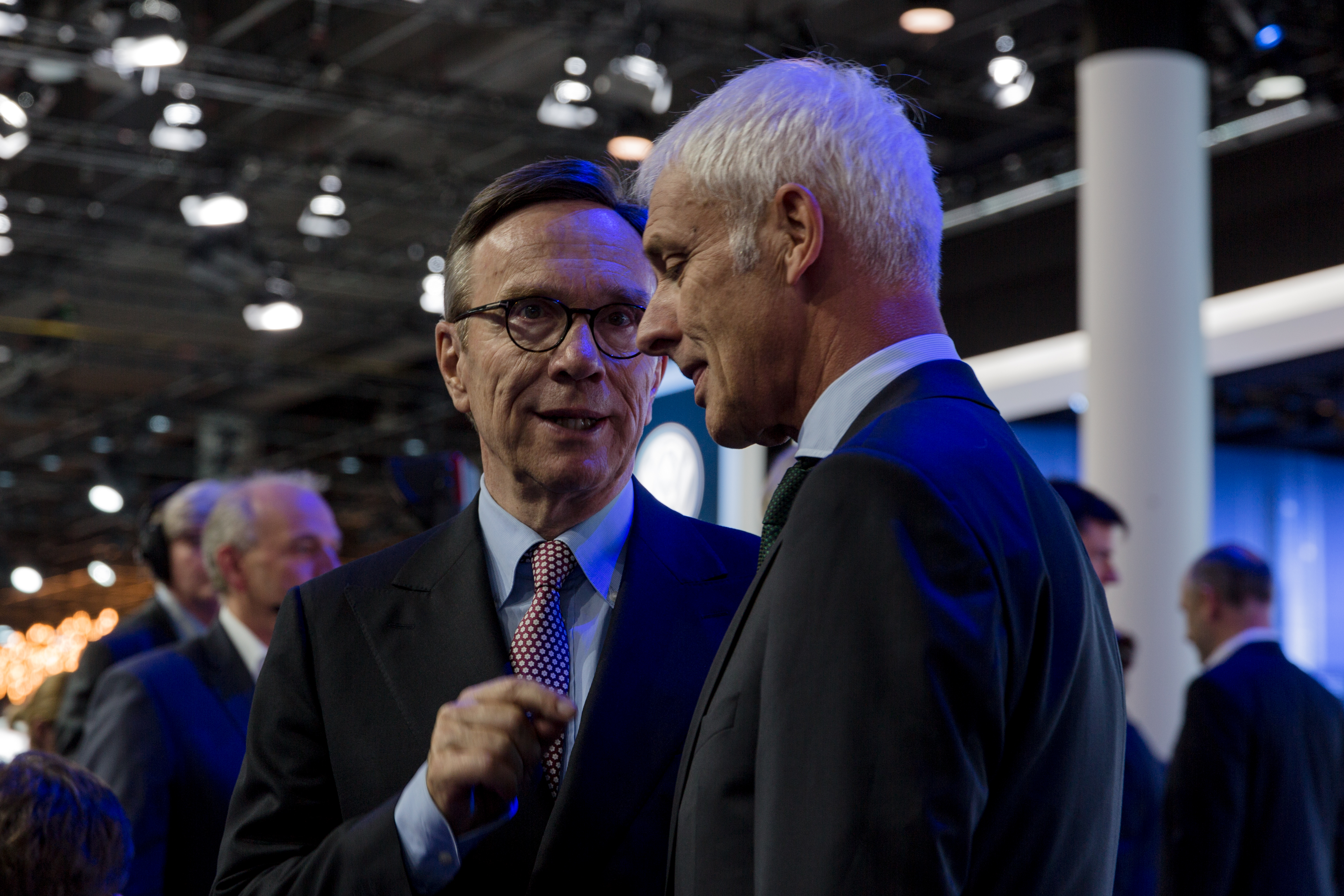
Wissmann im Gespräch mit dem VW-Vorstandsvorsitzenden Matthias Müller, 2017

### Lobbyarbeit
Unter anderem von der Initiative Lobbycontrol wurde kritisiert, dass Wissmann am 1. Juni 2007 mit seinem Ausscheiden aus dem Deutschen Bundestag direkt Präsident des Verbandes der Automobilindustrie wurde, also in einem Bereich, den er politisch begleitet hatte. Zudem vertritt er die Interessen der Automobilwirtschaft als Vizepräsident im Lobbyverband Pro Mobilität. Die Frankfurter Allgemeine Zeitung bezeichnet ihn als „ranghöchsten Autolobbyist des Landes“.
Im August 2010 unterzeichneten Wissmann und etwa 40 andere Prominente den Energiepolitischen Appell für eine Laufzeitverlängerung deutscher Kernkraftwerke.
Im Herbst 2017 intervenierte Matthias Wissmann in seiner Rolle als Lobbyist der Automobilindustrie bei Funktionären der Europäischen Union, um deren CO2-Emissionsziele für Autos zu beeinflussen. Der vorläufige Entwurf sah eine Minderung des Ausstoßes von 25 bis 30 Prozent vor, Wissmann warb nach Presserecherchen für 20 Prozent.
Als Nachfolger von Wissmann übernahm zum 1. März 2018 Bernhard Mattes das Amt des Präsidenten des Verbandes der Automobilindustrie.

## Auszeichnungen
1996 erhielt er das Große Goldene Ehrenzeichen am Bande für Verdienste um die Republik Österreich, 1997 das Große Verdienstkreuz der Bundesrepublik Deutschland.
Am 25. April 2009 erhielt Wissmann die Verdienstmedaille des Landes Baden-Württemberg.
Am 13. Oktober 2009 wurde er im Namen des Präsidenten der französischen Republik mit den Insignien eines Ritters der Ehrenlegion ausgezeichnet.

## Veröffentlichungen
Wissmann veröffentlichte verschiedene Bücher, unter anderem:
- als Herausgeber mit Wulf Schönbohm: Für eine humane Gesellschaft. Zum Programmdenken der jungen Generation (= Ullstein-Bücher. Nr. 3652). Ullstein, Frankfurt am Main u. a. 1976, ISBN 3-548-13652-4.
- als Herausgeber: Marktwirtschaft 2000. Bausteine für eine humane Industriegesellschaft (= Mitverantwortung. Bd. 2). Sinus-Verlag, Krefeld 1983, ISBN 3-88289-302-8.
- als Herausgeber: Einsteigen statt aussteigen. Geschichten, Erfahrungen, Perspektiven. Thienemann, Stuttgart 1983, ISBN 3-522-13670-5.
- als Herausgeber: Deutsche Perspektiven. Unser Weg zum Jahr 2000. Universitas, München 1990, ISBN 3-8004-1237-3.
- als Herausgeber: Leitbild auch für morgen. Die soziale Marktwirtschaft. Thesen zur Gestaltung Deutschlands und Europas. Wirtschaftsverlag Langen-Müller/Herbig, München 1998, ISBN 3-7844-7388-1.

## Kabinette
- Kohl IV
- Kohl V

## Privates
Wissmann ist römisch-katholisch und unverheiratet. Eine Bemerkung der SPD-Politikerin Ingrid Matthäus-Maier im Bundestag 1998, Wissmann sei „ausgewiesener Spezialist für das partnerschaftliche Zusammenleben von Mann und Frau“, wurde von vielen als Outing aufgefasst und gab Anlass zu Spekulationen und öffentlicher Diskussion über seine sexuelle Orientierung, aber auch zu kritischer Diskussion über Zulässigkeit und Grenzen von Fremd-Outings.
Wissmann engagiert sich seit über drei Jahrzehnten in der Vietnamhilfe.
Für den HC Ludwigsburg spielte Wissmann jahrelang Feldhockey in der Oberliga sowie von 1969 bis 1974 in der Bundesliga und ist auch heute noch dem Hockeysport eng verbunden.

## Kritik
Ein Gericht verhängte gegen Wissmann im März 1989 einen Strafbefehl über 10.800 DM wegen steuerrechtswidriger Wahlkampffinanzierung. Er war damit vorbestraft.
2001 geriet Wissmann in die Kritik, 1998 an dem Verkauf von Eisenbahnerwohnungen unter Wert beteiligt gewesen zu sein. „Vor dem Bundestags-Untersuchungsausschuss zur CDU-Spendenaffäre sagte Wissmann, der Abschluss eines Vorvertrags über den Verkauf von 114.000 Eisenbahner-Wohnungen im Jahre 1998 sei eine rein politische Entscheidung gewesen. Einen Zusammenhang mit einer Spende in Höhe von 3,35 Mio. DM des Hamburger Ehepaars Ehlerding habe es nach seinem Wissen nicht gegeben.“
Wissmann wird als eine von 33 Personen im Schwarzbuch Autolobby aufgeführt, einem von Greenpeace im April 2016 veröffentlichten Schwarzbuch über Verflechtungen zwischen Politik und Autoindustrie auf deutscher und europäischer Ebene. Darin wird sein 2007 erfolgter Wechsel vom ehemaligen Verkehrsminister zum Cheflobbyisten des deutschen Verbandes der Automobilindustrie (VDA) kritisiert. Wissmann habe maßgeblich dazu beigetragen, dass die Fahrzeughersteller erheblich mehr Zeit bekommen, schadstoffarme Autos zu produzieren. Für Beachtung sorgte 2013 ein Bittbrief an die Bundeskanzlerin der Bundesrepublik Deutschland, Angela Merkel, in dem er sich erfolgreich für weniger strikte Regeln zum CO2-Ausstoß von Autos starkgemacht hat.